# ドイツアフリカ軍団

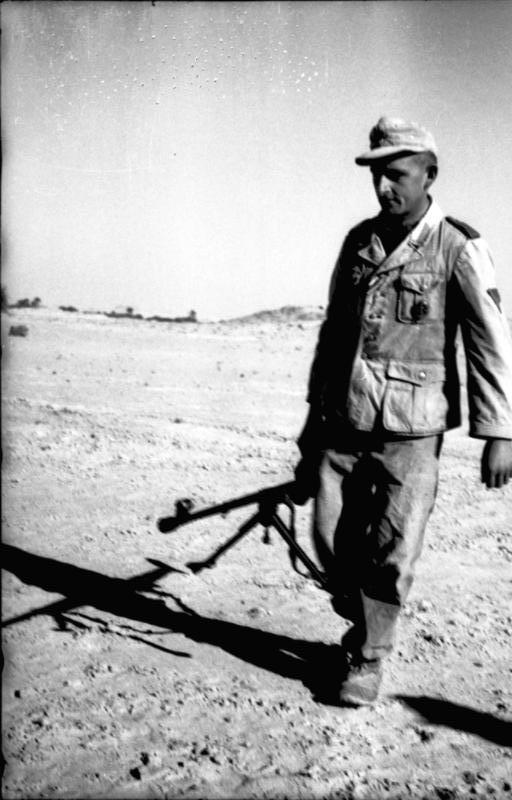
北アフリカにおけるドイツ兵

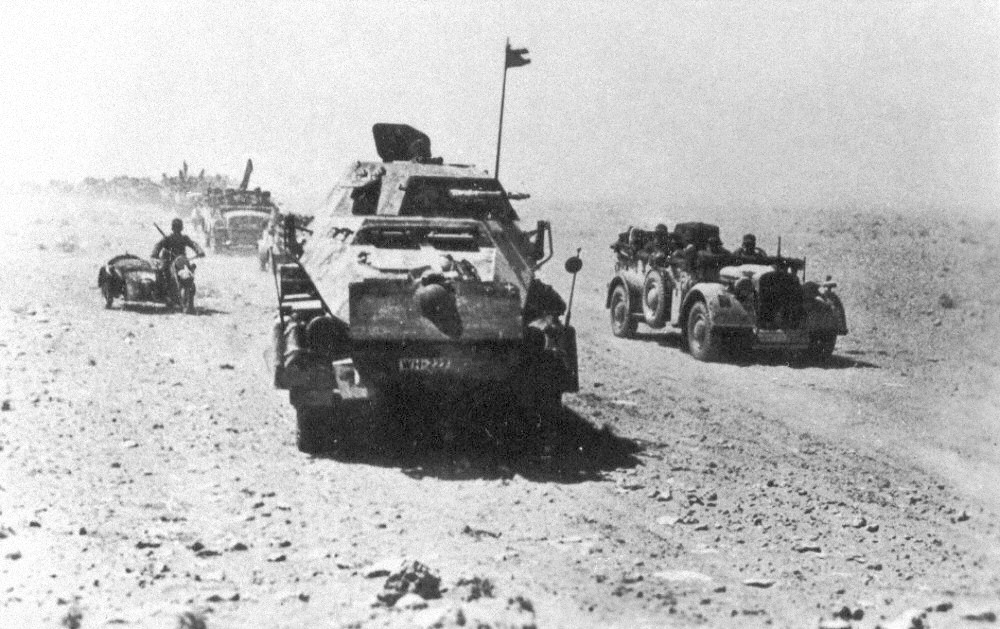
ドイツ・アフリカ軍団所属の対戦車部隊の行軍（1942年）

ドイツ・アフリカ軍団（ドイツ・アフリカぐんだん、独: Deutsches Afrikakorps〈ドイチェス・アフリカコーア〉、略称: DAK）は、第二次世界大戦中に地中海沿岸のイタリア領リビアに派遣された、ドイツ国防軍の部隊。なお、アフリカ派遣軍部隊のすべてがドイツ・アフリカ軍団に属していた訳ではない。エルヴィン・ロンメルの指揮により、大きな戦果を挙げた。
ドイツ・アフリカ軍団の戦闘の詳細は、北アフリカ戦線を参照。

## 概要

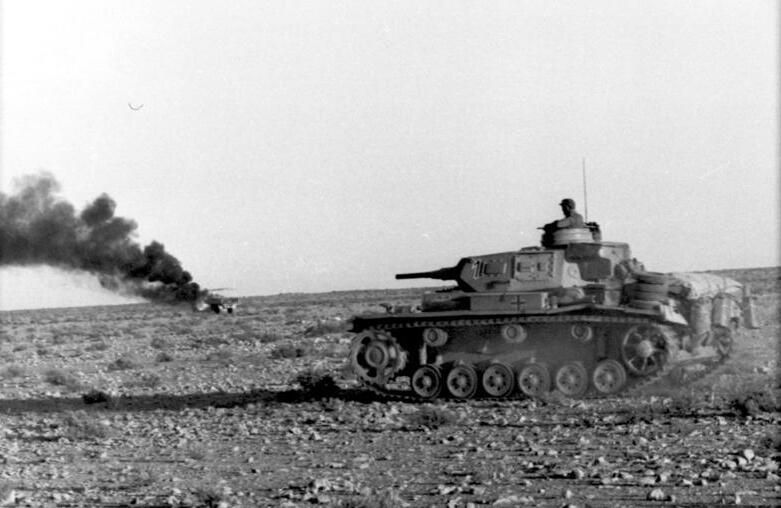
北アフリカでのIII号戦車

1940年9月イタリア領リビアに駐留するイタリア軍は、ローマ帝国の再来を夢見てイギリス領エジプトへの侵攻を開始した。しかし、攻勢は12月からイギリス軍の反撃により頓挫し、1941年1月イギリス軍は逆にリビアのキレナイカ地方を占領し、2月6日にはベンガジを占領する。このイタリア軍の敗北を受けて、ドイツ国防軍最高司令部は地中海・アフリカ方面へ兵力を展開することを決定し、エルヴィン・ロンメルを指揮官として2個師団（第5軽師団と第15装甲師団）をドイツ・アフリカ軍団と名づけ、イタリア軍救援のために派遣した。なお、この時点ではロンメルにはイタリア軍を指揮する権限はなかった。
- 在リビア・ドイツ軍部隊（Deutsche Truppen in Libyen、英語:German Troops in Libya) 1941年2月 – 1941年8月

2個師団しかなかったアフリカ軍団から始まったアフリカ戦線にドイツ国防軍部隊の投入が増加するに従い、指揮系統を明確にする必要性が認められ、イタリア軍を含む枢軸軍としての司令部が設けられるようになった。
- アフリカ装甲集団（Panzergruppe Afrika、英語: Panzer Group Africa) 1941年8月 – 1942年1月
- アフリカ装甲軍（Panzerarmee Afrika、英語: Panzer Army Africa) 1942年1月 – 1942年10月
- ドイツ・イタリア装甲軍（Deutsch-Italienische Panzerarmee、英語: German-Italian Panzer Army) 1942年10月 – 1943年2月
- アフリカ軍集団（Heeresgruppe Afrika、英語: Army Group Africa) 1943年2月 – 1943年5月

## 沿革

### 在リビア・ドイツ軍部隊
1941年2月12日ロンメルは初めてイタリア領リビアに足を踏み入れるが、第5軽師団をもってイタリア領リビアに侵入したイギリス軍をベンガジ、メキリ、ガザラに打ち破り、4月29日にはトブルクを包囲し、更にイギリス領エジプトの国境の要衝のハルファヤ峠に兵を進める。

### アフリカ装甲集団
ロンメルがイタリア軍部隊の一部として当初思いがけない作戦の成功を収めた後、ドイツ国防軍最高司令部はアフリカにより大きな作戦司令部を設ける必要性を感じ、アフリカ装甲集団を設けた。
1941年8月15日にロンメルは同装甲集団の司令官に任命され、2個のドイツ軍師団から成るアフリカ軍団の指揮権をルートヴィッヒ・クリューヴェルに移譲した。こうしてロンメルはアフリカ軍団のみならず、その他のドイツ軍部隊に加えてイタリア軍の2個軍団を指揮する事とになる。

### アフリカ装甲軍
1942年1月30日アフリカ装甲集団はアフリカ装甲軍に改名される。

### ドイツ・イタリア装甲軍
1942年10月アフリカ装甲軍は、第二次エル・アラメインの戦いに敗北しドイツ・イタリア装甲軍と改名される。

### アフリカ軍集団
1943年2月ドイツ・イタリア装甲軍はアフリカ軍集団と改名されてアフリカ戦線の最終段階であるチュニジアの防衛にあたる。
アフリカ軍団を含むアフリカ軍集団は、イタリア第1軍（en）に、3月には第5装甲軍司令官ハンス＝ユルゲン・フォン・アルニムに指揮権が移譲され、5月13日に連合軍に降伏、アフリカにおけるドイツの戦いは終わる。

## 戦闘序列

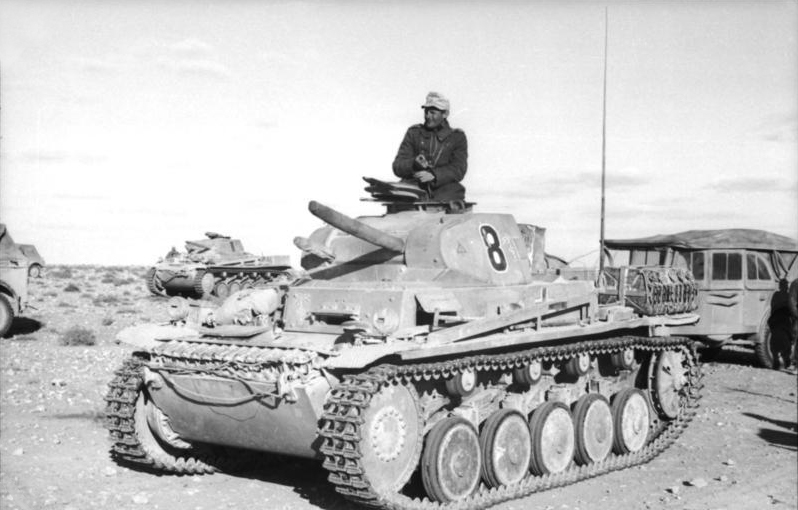
北アフリカにおけるII号戦車

これら司令部はその存在を通じてよく知られたアフリカ軍団、他のドイツ軍部隊やイタリア軍部隊を指揮した。 以下の一覧はlexikon-der-wehrmacht.de から抜粋した。日付は一部修正した。（外部リンクも参照）

### 在リビア・ドイツ軍部隊の戦闘序列
- 1941年2月イタリア領リビアに侵入したイギリス軍を押し返す。
  - ドイツ・アフリカ軍団（German Afrika Korps）
    - 第5軽師団（後の21st Panzer Division）軽師団は通常の装甲師団に比べて戦車の定数が50両少ない。
    - 第15装甲師団（15th Panzer Division）

### アフリカ装甲集団の戦闘序列
- 1941年9月より （ロンメルの最初のイギリス領エジプトへの出撃）
  - ドイツ・アフリカ軍団（German Afrika Korps）
    - 第21装甲師団（前の第5軽師団）
    - 第15装甲師団（15th Panzer Division）

  - イタリア第21軍団（Italian XXI Corps）
    - 第25歩兵師団「ボローニャ」（Italian 25th Infantry Division Bolgna）
    - 第102歩兵師団「トレント」（Italian 102nd Infantry Division Trento）
    - 第60歩兵師団「サブラタ」（Italian 60th Infantry Division Sabratha）

### アフリカ装甲軍の戦闘序列
- 1942年1月: （ロンメルの二回目のイギリス領エジプトへの出撃）
  - ドイツ・アフリカ軍団（German Afrika Korps）
  - イタリア第10軍団（Italian X Corps）
    - イタリア第27自動車化歩兵師団「ブレシア」（Italian 27th Division Brescia）

  - イタリア第21軍団（Italian XXI Corps）
  - イタリア・マルマリカ軍団（Italian Marmarica Corps）
  - ドイツ第90軽アフリカ師団（German 90th Light Africa Division）
  - イタリア第50師団「サヴォナ」（Italian 55th Division Savona）
- 1942年4月: （ガザラの戦い前後とトブルクの戦いの勝利)
  - ドイツ・アフリカ軍団（German Afrika Korps）
  - イタリア第10軍団（Italian X Corps）
  - イタリア第20自動車化軍団（Italian XX Motorized Corps）
    - イタリア第101自動車化歩兵師団「トリエステ」」（Italian 101st Motorized Infantry Division Trieste）
    - イタリア第132戦車師団「アリエテ」（Italian 132nd Armored Division Ariete）

  - イタリア第21軍団（Italian XXI Corps）
  - ドイツ第90軽アフリカ師団（German 90th Light Africa Division）
- 1942年8月: （エル・アラメインの戦い)[3]
  - ドイツ・アフリカ軍団（German Afrika Korps）
  - イタリア第10軍団（Italian X Corps）
  - イタリア第20自動車化軍団（Italian XX Motorized Corps）
    - イタリア第185落下傘師団「フォルゴーレ」（Italian 185th Parashute Division Folgore）

  - イタリア第21軍団（Italian XXI Corps）
  - イタリア第133装甲師団「リットリオ」（Italian 133rd Armored Division Littorio）

### ドイツ・イタリア装甲軍の戦闘序列
- 1942年11月: （イギリス領エジプトからの撤退）
  - ドイツ・アフリカ軍団（German Afrika Korps）
  - イタリア第10軍団（Italian X Corps）
  - イタリア第20自動車化軍団（Italian XX Motorized Corps）
  - イタリア第21軍団（Italian XXI Corps）
  - ドイツ第90軽アフリカ師団（German 90th Light Africa Division）
  - イタリア第136自動車化歩兵師団「ジオヴァニ・ファシスティ」（Italian 136th Motorized Infantry Division Giovanni Fascisti）
  - イタリア第17歩兵師団「パヴィア」（Italian 17th Infantry Division Pavia）
- 1943年2月: (チュニジア南部の防衛）
  - ドイツ・アフリカ軍団（German Afrika Korps）
  - イタリア第20自動車化軍団（Italian XX Motorized Corps）
  - イタリア第21軍団（Italian XXI Corps）
  - ドイツ第164軽アフリカ師団（en）
  - ドイツ・ラムケ降下猟兵旅団

### アフリカ軍集団の戦闘序列
1943年2月:
- ドイツ第5装甲軍 (北チュニジア)
- イタリア第1軍（en) (南チュニジア)

## 文献
- Bernd Peitz 著、兵士の私物のカメラで撮影されたアフリカ軍団の素顔、Afrikakorps; Rommel's Tropical Army in Original Color, Schiffer Publishing Ltd., 2005, ISBN 0-7643-2140-4